# Kategoria e parë 2017/18
Die Kategoria e parë 2017/18 war die 70. Spielzeit der zweithöchsten albanischen Fußballliga und die 20. Saison unter diesem Namen. Sie begann am 16. September 2017 und endete am 16. Mai 2018 mit dem Meisterschaftsfinale.

## Modus
Die 20 Vereine spielten in zwei Gruppen zu je 10 Mannschaften. Die Saison wurde in einem zweistufigen Format durchgeführt. In der Vorrunde trat jede Mannschaft zweimal gegeneinander an; einmal zu Hause und einmal auswärts.
Nach Ablauf dieser Phase qualifizierten sich die fünf besten Vereine für die Meisterschaftsrunde. Dabei wurden die Hälfte der Punkte aus der Vorrunde übernommen. Der jeweils Tabellenerste stieg in die Kategoria Superiore auf.
Die Vereine auf den Plätzen 6 bis 10 der Vorrunde spielten danach in der Abstiegsrunde. Auch hier wurden die Hälfte der Punkte aus der Vorrunde übernommen. Der Tabellenletzte stieg direkt ab, der Vorletzte musste in die Relegation.

## Vereine
| Verein                | Stadt    |
| --------------------- | -------- |
| KS Besa Kavaja        | Kavaja   |
| KS Besëlidhja Lezha   | Lezha    |
| KS Burreli            | Burrel   |
| KS Dinamo Tirana      | Tirana   |
| KS Egnatia Rrogozhina | Kamza    |
| KF Erzeni Shijak      | Shijak   |
| KS Kastrioti Kruja    | Kruja    |
| KS Korabi Peshkopi    | Peshkopi |
| KF Tërbuni Puka       | Puka     |
| KS Vllaznia Shkodra 2 | Shkodra  |

| Verein              | Stadt       |
| ------------------- | ----------- |
| KF Apolonia Fier    | Fier        |
| KS Bylis Ballsh     | Ballsh      |
| KS Iliria           | Fushë-Kruja |
| KF Naftëtari Kuçova | Kuçova      |
| KS Pogradeci        | Pogradec    |
| KS Shkumbini Peqin  | Peqin       |
| FK Shënkolli        | Shënkoll    |
| KF Tirana           | Tirana      |
| FK Tomori Berat     | Berat       |
| KF Turbina Cërrik   | Cërrik      |

## Vorrunde

### Gruppe A
| Pl. | Verein                    | Sp. | S  | U | N | Tore    | Diff. | Punkte |
| --- | ------------------------- | --- | -- | - | - | ------- | ----- | ------ |
| 1.  | KS Kastrioti Kruja        | 18  | 14 | 2 | 2 | 024:700 | +17   | 44     |
| 2.  | KS Egnatia Rrogozhina (N) | 18  | 8  | 5 | 5 | 018:110 | +7    | 29     |
| 3.  | KF Erzeni Shijak          | 18  | 7  | 5 | 6 | 022:200 | +2    | 26     |
| 4.  | KS Besëlidhja Lezha       | 18  | 7  | 3 | 8 | 019:160 | +3    | 24     |
| 5.  | KS Dinamo Tirana          | 18  | 6  | 6 | 6 | 010:120 | −2    | 24     |
| 6.  | KS Korabi Peshkopi (A)    | 18  | 6  | 5 | 7 | 018:200 | −2    | 23     |
| 7.  | KS Besa Kavaja            | 18  | 6  | 3 | 9 | 015:210 | −6    | 21     |
| 8.  | KF Tërbuni Puka           | 18  | 5  | 5 | 8 | 016:230 | −7    | 20     |
| 9.  | KS Burreli                | 18  | 5  | 4 | 9 | 012:180 | −6    | 19     |
| 10. | KS Vllaznia Shkodra 2 (N) | 18  | 5  | 4 | 9 | 010:160 | −6    | 19     |

Platzierungskriterien: 1. Punkte – 2. Direkter Vergleich (Punkte, Tordifferenz, geschossene Tore) – 3. Tordifferenz – 4. geschossene Tore

| (A) | Absteiger aus der Kategoria Superiore 2016/17 |
| (N) | Neuaufsteiger                                 |

### Gruppe B
| Pl. | Verein                  | Sp. | S  | U | N  | Tore    | Diff. | Punkte |
| --- | ----------------------- | --- | -- | - | -- | ------- | ----- | ------ |
| 1.  | KF Tirana (A, P)        | 18  | 14 | 3 | 1  | 046:600 | +40   | 45     |
| 2.  | KS Bylis Ballsh         | 18  | 12 | 5 | 1  | 034:130 | +21   | 41     |
| 3.  | KF Apolonia Fier        | 18  | 9  | 4 | 5  | 031:190 | +12   | 31     |
| 4.  | KS Pogradeci            | 18  | 8  | 3 | 7  | 023:240 | −1    | 27     |
| 5.  | FK Tomori Berat         | 18  | 8  | 2 | 8  | 023:200 | +3    | 26     |
| 6.  | KS Iliria               | 18  | 8  | 1 | 9  | 019:210 | −2    | 25     |
| 7.  | FK Shënkolli            | 18  | 7  | 2 | 9  | 021:310 | −10   | 23     |
| 8.  | FK Turbina Cërrik       | 18  | 4  | 3 | 11 | 019:330 | −14   | 15     |
| 9.  | KS Shkumbini Peqin      | 18  | 4  | 3 | 11 | 009:290 | −20   | 15     |
| 10. | KF Naftëtari Kuçova (N) | 18  | 2  | 2 | 14 | 013:420 | −29   | 08     |

Platzierungskriterien: 1. Punkte – 2. Direkter Vergleich (Punkte, Tordifferenz, geschossene Tore) – 3. Tordifferenz – 4. geschossene Tore

| (A) | Absteiger aus der Kategoria Superiore 2016/17 |
| (P) | amtierender albanischer Pokalsieger           |
| (N) | Neuaufsteiger                                 |

## Meisterschaftsrunde

### Gruppe A
Das Torverhältnis aus der Vorrunde wurde übernommen, sowie die Hälfte der Punkte (aufgerundet).
| Pl. | Verein                    | Sp. | S | U | N | Tore    | Diff. | Punkte | Bonus | Gesamt |
| --- | ------------------------- | --- | - | - | - | ------- | ----- | ------ | ----- | ------ |
| 1.  | KS Kastrioti Kruja        | 8   | 5 | 2 | 1 | 039:130 | +26   | 17     | 24    | 41     |
| 2.  | KS Egnatia Rrogozhina (N) | 8   | 5 | 0 | 3 | 031:220 | +9    | 15     | 15    | 30     |
| 3.  | KF Erzeni Shijak          | 8   | 5 | 0 | 3 | 034:300 | +4    | 15     | 13    | 28     |
| 4.  | KS Besëlidhja Lezha       | 8   | 2 | 2 | 4 | 025:260 | −1    | 08     | 12    | 20     |
| 5.  | KS Dinamo Tirana          | 8   | 0 | 2 | 6 | 014:250 | −11   | 02     | 12    | 14     |

Platzierungskriterien: 1. Punkte – 2. Direkter Vergleich (Punkte, Tordifferenz, geschossene Tore) – 3. Tordifferenz – 4. geschossene Tore

| (N) | Neuaufsteiger |

### Gruppe B
Das Torverhältnis aus der Vorrunde wurde übernommen, sowie die Hälfte der Punkte (aufgerundet).
| Pl. | Verein             | Sp. | S | U | N | Tore    | Diff. | Punkte | Bonus | Gesamt |
| --- | ------------------ | --- | - | - | - | ------- | ----- | ------ | ----- | ------ |
| 1.  | KF Tirana (A, P) 1 | 8   | 7 | 1 | 0 | 066:130 | +53   | 22     | 20    | 42     |
| 2.  | KS Bylis Ballsh    | 8   | 2 | 2 | 4 | 043:240 | +19   | 08     | 21    | 29     |
| 3.  | KF Apolonia Fier   | 8   | 2 | 2 | 4 | 038:300 | +8    | 08     | 16    | 24     |
| 4.  | FK Tomori Berat    | 8   | 2 | 3 | 3 | 034:330 | +1    | 09     | 13    | 22     |
| 5.  | KS Pogradeci       | 8   | 2 | 2 | 4 | 033:390 | −6    | 08     | 14    | 22     |

Platzierungskriterien: 1. Punkte – 2. Direkter Vergleich (Punkte, Tordifferenz, geschossene Tore) – 3. Tordifferenz – 4. geschossene Tore

| (A) | Absteiger aus der Kategoria Superiore 2016/17 |
| (P) | amtierender albanischer Pokalsieger           |

## Abstiegsrunde

### Gruppe A
Das Torverhältnis aus der Vorrunde wurde übernommen, sowie die Hälfte der Punkte (aufgerundet).
| Pl. | Verein                      | Sp. | S | U | N | Tore    | Diff. | Punkte | Bonus | Gesamt |
| --- | --------------------------- | --- | - | - | - | ------- | ----- | ------ | ----- | ------ |
| 6.  | KS Korabi Peshkopi (A)      | 8   | 3 | 2 | 3 | 028:300 | −2    | 11     | 12    | 23     |
| 7.  | KS Burreli                  | 8   | 3 | 3 | 2 | 020:240 | −4    | 12     | 10    | 22     |
| 8.  | KS Besa Kavaja              | 8   | 3 | 2 | 3 | 028:340 | −6    | 11     | 11    | 22     |
| 9.  | KS Vllaznia Shkodra 2 (N) 2 | 8   | 3 | 2 | 3 | 020:270 | −7    | 11     | 10    | 21     |
| 10. | KF Tërbuni Puka             | 8   | 2 | 3 | 3 | 021:290 | −8    | 09     | 10    | 19     |

Platzierungskriterien: 1. Punkte – 2. Direkter Vergleich (Punkte, Tordifferenz, geschossene Tore) – 3. Tordifferenz – 4. geschossene Tore

| (A) | Absteiger aus der Kategoria Superiore 2016/17 |

### Gruppe B
Das Torverhältnis aus der Vorrunde wurde übernommen, sowie die Hälfte der Punkte (aufgerundet).
| Pl. | Verein                  | Sp. | S | U | N | Tore    | Diff. | Punkte | Bonus | Gesamt |
| --- | ----------------------- | --- | - | - | - | ------- | ----- | ------ | ----- | ------ |
| 6.  | KS Iliria               | 8   | 3 | 1 | 4 | 033:350 | −2    | 10     | 13    | 23     |
| 7.  | FK Shënkolli            | 8   | 3 | 1 | 4 | 036:500 | −14   | 10     | 12    | 22     |
| 8.  | FK Turbina Cërrik       | 8   | 4 | 1 | 3 | 036:490 | −13   | 13     | 8     | 21     |
| 9.  | KS Shkumbini Peqin      | 8   | 3 | 2 | 3 | 021:390 | −18   | 11     | 8     | 19     |
| 10. | KF Naftëtari Kuçova (N) | 8   | 3 | 3 | 2 | 023:510 | −28   | 12     | 4     | 16     |

Platzierungskriterien: 1. Punkte – 2. Direkter Vergleich (Punkte, Tordifferenz, geschossene Tore) – 3. Tordifferenz – 4. geschossene Tore

| (N) | Neuaufsteiger |

## Endspiel Meisterschaft
| Datum        |           | Ergebnis |                    |
| ------------ | --------- | -------- | ------------------ |
| 16. Mai 2018 | KF Tirana | 2:0      | KS Kastrioti Kruja |

## Relegation
| Datum        |                                           | Ergebnis |                                              |
| ------------ | ----------------------------------------- | -------- | -------------------------------------------- |
| 19. Mai 2018 | Shkumbini Peqin 9. der Kategoria e parë B | 0:1      | KS Veleçiku Koplik 2. der Kategoria e dytë A |